# Волтер Брюнінґ
Волтер Брюнінґ (англ. Walter Breuning, 21 вересня 1896 року, Мелроз, Міннесота, США — 14 квітня 2011 року, Грейт-Фолс, Монтана, США) — американський супердовгожитель, вік якого було підтверджено Групою геронтологічних досліджень (GRG). Є другим найстарішим повністю верифікованим чоловіком в історії, який народився в США (після Метью Бірда), а також третім найстарішим чоловіком американцем (після Крістіана Мортенсена (нар. в Данії) і Метью Бірда). Крім того, Волтер Брюнінґ був останнім з чоловіків, які народилися в 1896 році. Брюнінґ був найстарішим нині живим чоловіком в світі і третьою найстарішою нині живою людиною в світі. 27 грудня 2008 року, після смерті Джорджа Френсіса, став найстарішим повністю верифікованим чоловіком в США. Після смерті ветерана Першої світової війни, Генрі Еллінгема 18 липня 2009 року, був визнаний найстарішим з живих на той момент чоловіків. В свій 110-й день народження, він був визнаний найстарішим з колишніх залізничників в США. Помер у віці 114 років, 205 днів.

## Життєпис

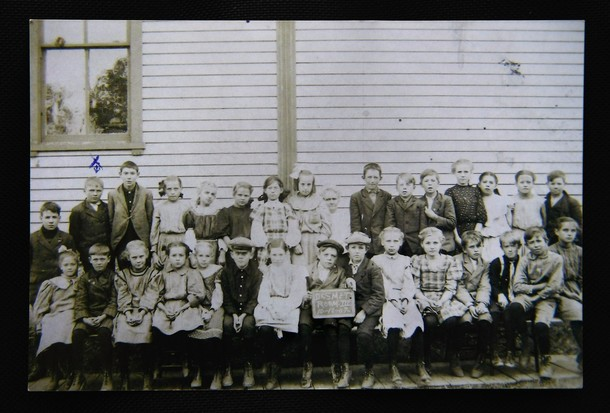
Волтер Брюнінґ у сьомому класі, другий зліва, верхній ряд з синьою позначкою "х" (жовтень 1907 року)

Волтер Брюнінґ народився в американському місті Мелроз (штат Міннесота), в сім'ї Джона Брюнінґа і Кори Моргауз Брюнінґ. Всього в родині було п'ятеро дітей. Серед родичів Волтера було чимало довгожителів — батьки його батька прожили понад 90 років, а брати і сестри прожили 78, 85, 91 і 100 років. За словами Волтер Брюнінґа, найраніший з його спогадів — це розповіді його діда про Громадянську війну.
Дитинство Волтера було вкрай важким. Його сім'я жила без електрики, водопроводу і каналізації. Щоб помитися воду доводилося гріти на дров'яній печі. У сільській школі, де вчився Волтер, умови були не набагато кращими.
В 1910 році батьки Волтера розлучилися і він був змушений кинути школу, а в 14 років почав працювати бляхарем. Його батьки померли в роки Першої світової війни. Сам Волтер встав на військовий облік, але так і не був викликаний на збори. У 1913 році Брюнінґ став залізничником і 50 років пропрацював на Головній Північній Залізниці та в компаніях-наступниках. В юності Волтеру доводилося уникати зустрічей з її власником Джеймсом Джеромом Гіллом, оскільки Гілл не бажав, щоб в його компанії працювали неповнолітні (Брюнінґ влаштувався на роботу у віці 17 років).
У 1918 році Волтер переїхав з Міннесоти до Монтани, де продовжував працювати залізничним клерком. У 1922 році Волтер Брюнінґ одружився з телеграфісткою Аґнес Твоукі. Вони прожили разом тридцять п'ять років. Дітей в сім'ї не було. Після смерті дружини в 1957 році, Волтер більше не одружувався. У віці 66 років він вийшов на пенсію. 

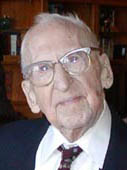
Волтер Брюнінґ у віці 112 років

В будинок для літніх людей в місті Грейт-Фолс Волтер, який до цього жив сам, переїхав коли йому було далеко за вісімдесят. Брюнінґ жив активним соціальним життям і до 99 років брав участь в зборах місцевого клубу, багаторічним членом якого він був. Увагу широкої громадськості Волтер привернув в 2008 році, коли став найстарішим повністю верифікованим чоловіком у США.
Для свого віку Брюнінґ знаходився в дуже хорошому фізичному стані. Він самостійно пересувався, їв два рази на день, любив морозиво, носив костюм і краватку. Іноді Волтер сідав за кермо спеціального моторолера. У Брюнінґ було ясне мислення і прекрасна пам'ять. В листопаді 2007 року (у віці 111 років) Волтер був змушений почати користуватися слуховим апаратом.
16 лютого 2009 року Волтер Брюнінґ взяв участь в шоу Джима Лерера News Hour, де поділився своїм баченням ситуації щодо новообраного Президента США і стану американської економіки.
24 квітня 2009 року Брюнинґу був присвячений епізод телепрограми CBS Evening News.

## Рекорди довголіття
- 21 вересня 2010 року Брюнінґу виповнилося 114 років. Святкові заходи, організовані на честь іменинника, відвідали представники Книги рекордів Гіннеса, а також губернатор штату Монтана Брайан Швейцер.

- 12 грудня 2010 року Брюнінґ у віці 114 років і 82 дні став шостим верифікованим і четвертим беззаперечно найстарішим чоловіком у історії.

- 31 січня 2011 року Брюнінґ після смерті Юніс Сенборн у віці 114 років і 132 дні став третьою найстарішою повністю верифікованою нині живою людиною на Землі.

- Влітку 2013 року, після верифікації Метью Бірда став п'ятим найстарішим повністю верифікованим чоловіком в світі за всю історію.

- З 23 березня 2011 року по 28 січня 2014 року входив в топ-50 найстаріших людей в історії.

## Цитати
- Брюнінґ про своє дитинство: «Коли я згадую події останніх 100 років, я можу тільки здогадуватися, яким було б зараз життя без електроенергії. Ніяких автобусів не було. Я пам'ятаю, як ходив до школи пішки в холодну зиму. Нам доводилося зсувати наші парти ближче до дров'яної печі, щоб не замерзнути. А після уроків, нам знову треба було йти пішки по морозу. Всі йшли — вибору просто не було».

- На свій 112-й день народження він поділився своїми думками щодо власного довголіття і хорошої фізичної форми: «Тримайте в тонусі свій розум і тіло, і тоді вам вдасться надовго затриматися серед живих».

- Коли Брюнінґа запитали, чому коли він овдовів в 60 років, він не одружився знову, Волтер відповів: «Другий шлюб ніколи не буває справжнім. Зараз навіть перший шлюб не буває справжнім».